# The Last Waltz (chanson)
Singles de Engelbert Humperdinck
There Goes My Everything
(1967) Am I That Easy to Forget
(1968)
Clip vidéo
[vidéo] « The Last Waltz (audio) », sur YouTube
The Last Waltz est une chanson d'Engelbert Humperdinck, sortie en single en août 1967. Elle a passé cinq semaines à la première place au Royaume-Uni en septembre-octobre 1967.

## Liste des titres
| 1. | The Last Waltz | 2:58 |
| 2. | That Promise   | 2:48 |

## Reprises
Cette chanson a été reprise dans de nombreuses langues, y compris en français sous le titre La Dernière Valse par Mireille Mathieu, en allemand sous le titre Der letzte Walzer par Peter Alexander et en italien sous le titre L'ultimo valzer par Dalida.

## Classements
| Classement (1967)                       | Meilleure position |
| --------------------------------------- | ------------------ |
| Autriche (Ö3 Austria Top 40)            | 3                  |
| Belgique (Flandre Ultratop 50 Singles)  | 1                  |
| Belgique (Wallonie Ultratop 50 Singles) | 7                  |
| Allemagne (GfK Entertainment)           | 14                 |
| Irlande                                 | 1                  |
| Pays-Bas (Single Top 100)               | 9                  |
| Norvège (VG-lista)                      | 3                  |
| Suisse (Schweizer Hitparade)            | 9                  |
| Royaume-Uni (UK Singles Chart)          | 1                  |
| États-Unis (Hot 100)                    | 25                 |
| Belgique (Wallonie Ultratop 50 Singles) | 43                 |